# Victor Lardanchet
Marie Victor Xavier Lardanchet (Desnes, 29 dicembre 1863 – Nizza, 8 novembre 1936) è stato un rugbista a 15 francese.

## Biografia
Partecipò alle Olimpiadi di Parigi del 1900 conquistando una medaglia d'oro nel rugby a 15 con la Union des Sociétés Français de Sports Athletiques, squadra rappresentante la Francia.

## Palmarès
- Oro olimpico: 1

1900